# Murina chrysochaetes
Murina chrysochaetes (Eger & Lim, 2011) è un pipistrello della famiglia dei Vespertilionidi endemico della Cina meridionale.

## Descrizione

### Dimensioni
Pipistrello di piccole dimensioni, con la lunghezza totale di 68 mm, la lunghezza dell'avambraccio tra 27 e 29,8 mm, la lunghezza della coda tra 26 e 28 mm, la lunghezza del piede tra 5,6 e 7 mm, la lunghezza delle orecchie tra 11 e 12,6 mm e un peso fino a 4,4 g.

### Aspetto
La pelliccia è lunga e si estende sulle ali fino all'altezza dei gomiti e delle ginocchia. Il colore generale del corpo è  dorato, con la base dei peli nerastra e con dei peli bianchi sulla gola. Il muso ha una maschera nera intorno alla bocca, le guance, il mento e gli occhi ed è stretto, allungato, con le narici protuberanti e tubulari. Gli occhi sono molto piccoli. Le orecchie sono rotonde e ben separate tra loro. Il trago è stretto ed appuntito. Le ali sono attaccate posteriormente alla base dell'artiglio dell'alluce. I piedi sono piccoli e ricoperti di peli. La coda è lunga ed inclusa completamente nell'ampio uropatagio, il quale è densamente ricoperto di peli dello stesso colore del dorso sulla superficie dorsale mentre in quella ventrale sono presenti delle file di puntini biancastri da ognuno dei quali fuoriesce una piccola setola biancastra. Sul suo margine libero è inoltre presente una frangiatura di peli. Il calcar è lungo.

## Biologia

### Alimentazione
Si nutre di insetti.

## Distribuzione e habitat
Questa specie è conosciuta soltanto attraverso un individuo maschio adulto catturato nel 2004 nella provincia cinese meridionale del Guangxi ed ora depositato con numero di catalogo ROM M116181 presso il Royal Ontario Museum di Toronto, Canada e da due individui catturati nel Vietnam settentrionale.
Vive nelle foreste foreste secondarie sempreverdi tra 1.000 e 2.000 metri di altitudine.

## Conservazione
Questa specie, essendo stata scoperta solo recentemente, non è stata sottoposta ancora a nessun criterio di conservazione.